# Learning and Instruction
Learning and Instruction (L&I) ist eine internationale, erziehungswissenschaftliche Fachzeitschrift mit Peer-Review, die sich auf die Pädagogische Psychologie und besonders die empirische Lernpsychologie spezialisiert hat (learning, development, instruction, teaching). Sie erscheint in vier bis sechs Heften/Bänden pro Jahr seit 1991 beim niederländischen Elsevier-Verlag und wird herausgegeben von der Wissenschaftsgesellschaft European Association for Research on Learning and Instruction (EARLI). Die EARLI beruft für die Zeitschrift ein wissenschaftliches Team, das 2025 acht engere Herausgeber mit einem Chefherausgeber sowie deutlich über hundert Mitglieder eines Beirats zahlreichen Staaten umfasste. Die Reichweite ist global.
Der Selbstbeschreibung zufolge liegt ein Schwerpunkt auf empirischen Untersuchungen, die methodologisch und theoretisch vielfältig sein dürfen. Lern- und Bildungsprozesse werden auf jeder Altersstufe und für unterschiedliche institutionelle Kontexte thematisiert; zudem werden sowohl fachspezifische als auch allgemeine Beiträge akzeptiert.

Der Impact Factor der Zeitschrift lag 2022 bei 6.2. In der Statistik des Social Science Citation Index belegte sie damit Rang 14 von 760 Journals in der Kategorie „Education & Educational Research“. Damit liegt sie im weltweiten Spitzenbereich.

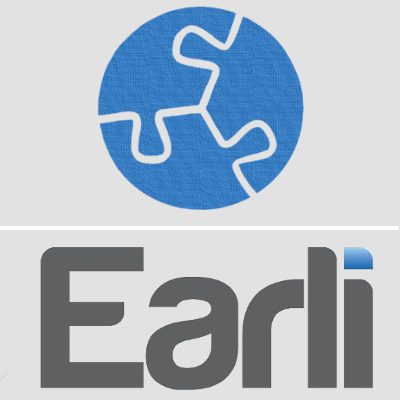
Logo

Die Gründung der Zeitschrift nahm ihren Anfang im Rahmen der an der Universität Löwen am 10. bis 13. Juni 1985 gebildeten Wissenschaftsgesellschaft EARLI unter deren erstem Präsidenten Erik de Corte. Dieser war auch in der International Academy of Education eine führende Person. Nach dem Vorbild der US-amerikanischen American Educational Research Association sollte sie die europäischen empirisch arbeitenden Erziehungswissenschaftler zusammenführen und fördern. Dies gelang in kurzer Zeit, auch mit finanzieller Hilfe von der Naval Research der US-Navy, um Ausbildungsprozesse zu verbessern. Von deutscher Seite kam Heinz Mandl (Tübingen) in den Vorstand und richtete 1987 die zweite große Tagung aus. Neben den Kongressen im Zweijahresturnus und der Nachwuchsförderung war die Gründung einer internationalen Zeitschrift eine zentrale Maßnahme, die mit der Erstausgabe von L&I 1991 zustande kam. Außer de Corte waren Lieven Verschaffel als dessen Assistent, Roger Säljö, Neil Mercer, Wolfgang Schnotz und Anastasia Efklides die Pioniere in der Herausgabe. 
Seit 2006 erscheint für Rezensionen und theoretische Beiträge die Schwesterzeitschrift Educational Research Review. Auch eine Buchreihe New Perspectives wird unter dem Namen L&I publiziert.

## Einzelbelege
1. ↑  EARLI. Abgerufen am 27. Dezember 2021 (englisch).
2. ↑  Academy of Europe: Highlight. Abgerufen am 27. Dezember 2021.